# Ковач, Шандор (музыкант)
Шандор Ковач (венг. Kovács Sándor; 26 января 1886 года, Будапешт — 24 февраля 1918 года) — венгерский пианист; музыковед, музыкальный критик и педагог.
Окончил Будапештскую музыкальную академию как пианист, ученик Ганса Кёсслера и Арпада Сенди. С 1908 года преподавал в музыкальной школе Эрнё Фодора; среди его учеников, в частности, Тибор Харшаньи. Написал несколько фортепианных пьес.
Автор монографии «Основы музыкальной эстетики» (венг. Zeneesztétikai problémák; 1911). Опубликовал ряд статей по музыкальной психологии, считается пионером применения психологических принципов в венгерском музыкальном образовании. Рецензия Ковача на концерт из произведений Белы Бартока в 1911 году заложила основу получившего в дальнейшем широкое распространение представления о музыке Бартока как квинтэссенции венгерского музыкального духа.